# Richtlijn betalingsdiensten
De Richtlijn betalingsdiensten is een Europese richtlijn die zorgt voor regulering van betaaldiensten en betaalproviders binnen de Europese Unie (EU) en de Europese Economische Ruimte (EER). De richtlijn staat ook wel bekend als PSD, de afkorting van de Engelstalige naam van de verordening, namelijk Payment Services Directive. De eerste richtlijn (PSD1) werd in 2007 aangenomen door het Europese Parlement, een herziening op deze richtlijn (PSD2), waarmee PSD1 kwam te vervallen, werd aangenomen in 2015.
Het doel van PSD1 was het voor elkaar krijgen van een uniforme betaalmarkt binnen Europa, met in elk land dezelfde regels voor betalingsverkeer. Dat zou de betaalmarkt niet alleen transparanter maken voor de consument, maar zou ook de mogelijkheid geven aan nieuwe aanbieders van betaaldiensten om de Europese markt te betreden. Verder moest PSD1 de rechten van consumenten beter gaan beschermen. Door voortschrijdend inzicht en veranderingen in de markt was er binnen enkele jaren behoefte aan een nieuwe versie van de PSD. Met PSD2 werd beoogd om het Europese betalingsverkeer veiliger en innovatiever te maken.

## Voortraject
De eerste keer dat de Europese Commissie sprak over de noodzaak van een uniforme Europese betaalmarkt was in 1992. In maart 2000, tijdens een Europese top in de Portugese hoofdstad Lissabon, werd door de Europese Unie de Strategie van Lissabon aangenomen. In 2010 moest de EU zijn veranderd in de meest concurrerende en dynamische kenniseconomie ter wereld. Het toewerken naar een uniforme Europese betaalmarkt was daarom essentieel. Op 19 december 2001 vaardigde het Europees Parlement verordening 2560/2001 uit, de Verordening betreffende grensoverschrĳdende betalingen in euro. Hiermee werden banken gedwongen tot standaardisatie van prijzen voor binnenlands betalingsverkeer en betalingsverkeer in euro’s. Om verdere vanuit de wetgever opgelegde verordeningen te voorkomen, richtten de Europese banken enkele maanden later in 2002 de European Payments Council (EPC) op. Deze EPC nam vervolgens het initiatief tot Single Euro Payments Area (SEPA).
In de jaren die volgden, werd de PSD1 voorbereid. Op 25 december 2007 werd deze officieel goedgekeurd. Als datum voor het doorvoeren van aanpassingen in nationale wetgeving werd 1 november 2009 gehanteerd. De SEPA-verordening uit 2012 sloot hier bij aan.

## PSD1
De richtlijnen van PSD1 kunnen opgedeeld worden in twee hoofdonderwerpen:
1. Niet-bancaire partijen mogen toetreden tot de betaalmarkt; Naast de kredietinstellingen (i.e. banken) en bepaalde autoriteiten (bijvoorbeeld Centrale banken) is er in de PSD ook ruimte voor betaalinstellingen voor elektronisch geld. Dit is gebaseerd op de prudentiële vereisten van Richtlijn 2000/46/EG van het Europees Parlement. Daarnaast is er een nieuwe categorie van betaalinstellingen geïntroduceerd. Organisaties die geen kredietinstelling of instelling voor elektronisch geld zijn, kunnen een bankvergunning krijgen als zij voldoen aan bepaalde eisen rondom kapitaal- en risicobeheersing. De aanvraag voor een bankvergunning kan ingediend worden in elk EU-land waar de desbetreffende instelling is gevestigd. Vervolgens kunnen deze instellingen hun betaaldiensten in andere EU-lidstaten aanbieden zonder verdere vereisten.
2. Aanbieders van betaaldiensten moeten transparant zijn naar de consument, en hen een gegarandeerd niveau van dienstverlening en consumentenbescherming bieden; De richtlijnen die ingaan op rechten en plichten van betalingsdiensten specificeren in hoeverre betaalinstellingen transparant dienen te zijn. Deze transparantie heeft betrekking op kosten, wisselkoersen, transactie referenties en de maximale uitvoeringstermijn. Het bepaalt de rechten en plichten voor zowel betaalinstellingen als gebruikers; hoe transacties worden geautoriseerd, hoe transacties worden uitgevoerd, de aansprakelijkheid in het geval van ongeoorloofd gebruik van betaalmiddelen, het uitvoeren van storneringen, het intrekken van betaalopdrachten en de valutering van betalingen.

De PSD bood het juridische kader voor het betalingsverkeer binnen de EER om een uniforme betaalmarkt te creëren. Men hoopte met de PSD te bereiken dat de pan-Europese competitie in de betaalmarkt verhoogd zou worden, en er ook niet-bancaire instellingen zouden gaan deelnemen. De nieuwe regelgeving gaf de ruimte aan het ontstaan van nieuwe fintech-bedrijven. Ook lag de focus op het creëren van een geharmoniseerd speelveld met betrekking tot consumentenbescherming en rechten en verplichtingen voor de betaalinstelling en haar gebruikers. Het doel van de PSD, met betrekking tot consumenten, was om consumentenrechten te verbeteren, snellere betalingen te faciliteren, rechten omtrent storneringen (terugdraaien van een automatische incasso) te beschrijven en transparantere informatie te verschaffen over betalingen. Vanaf 1 januari 2012 dienden betalingen niet later dan de volgende dag verwerkt te zijn.
Alhoewel de PSD een harmoniserende richtlijn is, gaven bepaalde elementen voor individuele landen diverse opties. De PSD moest dan ook nader gedefinieerd worden in nationale wetgeving van de deelnemende landen. Daarnaast moest elk land een bevoegde autoriteit aanwijzen die toezicht zou houden op de betaalinstellingen, en op de naleving van de richtlijnen over rechten en plichten van betalingsdiensten, zoals deze waren doorgevoerd in nationale wetgeving.
Sommige zaken waren met PSD1 nog niet opgelost:
1. De PSD is alleen van toepassing op transacties binnen de Europese Economische Ruimte, waardoor transacties van of naar derde landen buiten het toepassingsbereik vallen.
2. Uitzonderingen met betrekking tot betaalactiviteiten laten gebruikers onbeschermd.
3. De PSD-optie voor handelaren om een vergoeding te geven of een korting, in combinatie met de mogelijkheid voor landen om deze optie te beperken, heeft geleid tot extreme heterogeniteit in de markt.

De PSD werd aangepast in 2009 en in 2012. De aanpassing uit 2009 breidde verordening 2560/2001 uit, zodat voortaan ook nationale valuta van EER-landen buiten de Eurozone onder de verordening vielen.

## PSD2
Uit een evaluatie van de Europese Commissie in 2012 bleek dat de PSD1 na enkel jaren al niet meer voldeed, mede door de opkomst van internet en mobiele betalingen.
1. Nieuwe betaalproducten en betaaldiensten vielen buiten het toepassingsgebied (en daarmee buiten de regels) van PSD1[bron?]
2. Het toepassingsgebied van PSD1 en de uitzonderingen daarop waren te vaag, te algemeen geformuleerd ofwel inmiddels achterhaald[bron?], wat kon leiden tot problemen zoals veiligheidsrisico's in de betaalketen, of een gebrek aan bescherming van de consument.
3. De markt voor betalingen werd deels nog steeds bepaald door landsgrenzen, wat het vormen van één Europese markt voor financiële dienstverlening in de weg stond

In 2013 stelde de Europese Commissie een implementatierapport op, waarin de aanpassingen van de PSD1 uit 2009 werden geëvalueerd en aanbevelingen werden gedaan. In februari 2014 volgde een opiniestuk van de Europese Centrale Bank over PSD2. In december 2014 keurde de Europese Commissie de tekst voor de PSD 2 goed. Het inspraakproces voor PSD2 werd in juni 2015 afgerond. Op 25 november 2015 werd EU-richtlijn 2015/2366 aangenomen. In deze richtlijn werd de PSD herzien. De lidstaten hadden twee jaar de tijd om de richtlijn in hun nationale wet- en regelgeving door te voeren. De herziene versie, PSD2, trad in 2018 in werking. Op 13 september 2019 dienden alle betaaldienstverleners aan de PSD2 te voldoen.
De nieuwe richtlijnen hebben als doel om consumenten beter te beschermen tijdens online betalingen, om de ontwikkelingen en gebruik van innovatieve online en mobiele betalingen te bevorderen en om grensoverschrijdende Europese betalingen veiliger te maken. Enkele kenmerken van PSD2:
- Banken moeten derde partijen toegang kunnen geven tot de betaalrekening van hun klant, mits de klant daar zelf toestemming voor geeft.
- Winkels, webshops en andere bedrijven mogen geen toeslagen meer berekenen voor betalingen met een betaalpas of (Europese) creditcard.
- Er is geen eigen risico meer bij diefstal of verlies van een betaalinstrument (zoals een betaalpas)
- Voor het verbeteren van de veiligheid bij (online) betalingen wordt in veel gevallen een tweetrapsverificatie vereist

Privacy-experts en belangenorganisaties hebben echter hun zorgen geuit over de nieuwe wetgeving, omdat de privacybelangen van de rekeninghouders te veel uit het oog zouden zijn verloren. Het gaat dan met name over de mogelijkheid om derde partijen toegang te geven tot een betaalrekening.